# Boethos von Marathon
Boethos von Marathon (altgriechisch Βόηθος Bóēthos; † 120/119 v. Chr.) war ein antiker griechischer Philosoph im Zeitalter des Hellenismus. Er war Mitglied der Platonischen Akademie in Athen.
Boethos stammte aus Marathon in Attika. Er war Sohn eines ansonsten unbekannten Hermagoras und ungefährer Altersgenosse des 214/213 v. Chr. geborenen Philosophen Karneades von Kyrene. Seine Lehrer waren Ariston und Eubulos; Eubulos war ein Schüler des Lakydes. Boethos soll Leiter einer Schule geworden sein. Er starb während des Archontats des Eumachos, das heißt 120/119 v. Chr., im Monat Thargelion. Somit muss er sehr alt geworden sein. Über seine Lehre ist nichts bekannt. Die einzige Quelle, die über ihn informiert, ist ein Bericht aus der Chronik des Apollodoros, der in den Academica (Academicorum index) des Philodemos überliefert ist.